# Érato d'Arménie
Pour les articles homonymes, voir Érato (homonymie).
Érato (en arménien Էրատո) est une reine d'Arménie de la dynastie artaxiade, le dernier membre régnant de cette dynastie. À la mort de son père Tigrane III, Érato règne avec son frère-époux Tigrane IV de 6 av. J.-C. (ou 12 av. J.-C.) à 1 ap. J.-C. (ou 1 av. J.-C.), puis seule vers 12. Des candidats pro-romains lui sont opposés, dont le dernier est le premier Arsacide à occuper le trône arménien.

## Biographie
Érato et Tigrane succèdent à leur père sur le trône d'Arménie sans l'assentiment d'Auguste, ce que Rome considère comme un acte de rébellion ; les deux souverains sont même selon certains ouvertement pro-parthes. Auguste tire alors profit de la division de la cour arménienne entre pro-parthes et pro-romains pour imposer le candidat de ces derniers, Artavazde III, un frère de Tigrane III, donc l'oncle d'Érato et de Tigrane IV.
Face à la rébellion alimentée par le roi parthe Phraatès IV, Artavazde semble ne pas avoir réussi à se maintenir très longtemps sur le trône, et Tigrane et Érato sont restaurés. L'autorité première semble avoir appartenu à Tigrane : sur les pièces frappées à leur effigie, alors que Tigrane est coiffé de la tiare traditionnelle, Érato ne porte ni diadème ni le titre de reine. 
Lorsque Auguste envoie son petit-fils Caius César régler les affaires d'Arménie en 1 ap. J.-C. (ou 1 av. J.-C.), Tigrane est déjà mort, ayant été tué au cours d'une expédition contre les barbares, et Érato a abdiqué (certains auteurs estiment toutefois qu'elle a pu se maintenir seule sur le trône un certain temps). Caius rencontre néanmoins Phraatès V sur l'Euphrate, et Parthes et Romains se mettent d'accord : l'Arménie revient sous l'autorité de Rome, qui lui donne pour nouveau roi Ariobarzane II d'Atropatène. Après les courts règnes de ce dernier et de son fils Artavazde IV Ariobarzane III, Tacite fait à nouveau monter Érato sur le trône, mais il est plus probable qu'un autre roi imposé par Rome leur succède, Tigrane V Hérode. Ce n'est qu'à la déposition de ce dernier par les nobles arméniens (vers 12) qu'Érato remonte sur le trône, alors que le pays sombre dans l'anarchie. La même année, un roi parthe renversé, Vononès Ier, se voit offrir le trône arménien. Il devient ainsi le premier roi arsacide d'Arménie. Quant à Érato, sa fin n'est pas connue.